# Остання двійка
«Остання двійка» (рос. «Последняя двойка») — радянський художній фільм режисера Бориса Нащокина. Знятий на Кіностудії ім. М. Горького у 1978 році.

## Сюжет
Шестикласник Міша Андрєєв втратив інтерес до навчання і ризикує залишитися на другий рік. Випадково Міша знайомиться з вченими… і несподівано для всіх стає відмінником…

## У ролях
- Олександр Івахін —  Міша
- Євген Герасимов —  Микола
- Людмила Іванова —  Валентина Михайлівна
- Анатолій Грачов —  Павло Петрович
- Володимир Анісько —  Леван
- Тетяна Губкіна —  Ліля
- Людмила Жукова —  Катя
- Ілля Томін —  Пєнкин
- Олексій Золотницький — епізод
- Борис Шувалов — епізод
- Олексій Мокроусов — епізод

## Знімальна група
- Сценарист: Іван Вітін
- Режисер:  Борис Нащокин
- Оператор:  Андрій Кирилов
- Композитор: Лариса Критська
- Художник: Ігор Бахметьєв